# 比奥 (洛特省)
比奥（法語：Bio，法語發音：[bjo] ⓘ）是法国洛特省的一个市镇，属于古尔东区。

## 地理
比奥（44°46'58"N, 1°47'5"E）面积10.79 平方千米，位于法国奧克西塔尼大區洛特省，该省份为法国西南部内陆省份，北起顺时针与科雷兹省、康塔爾省、阿韦龙省、塔恩-加龙省、洛特-加龍省和多尔多涅省接壤。
与比奥接壤的市镇（或旧市镇、城区）包括：阿尔比亚克、格拉马、伊桑多吕、拉韦涅、迈里纳克朗图、赛涅。

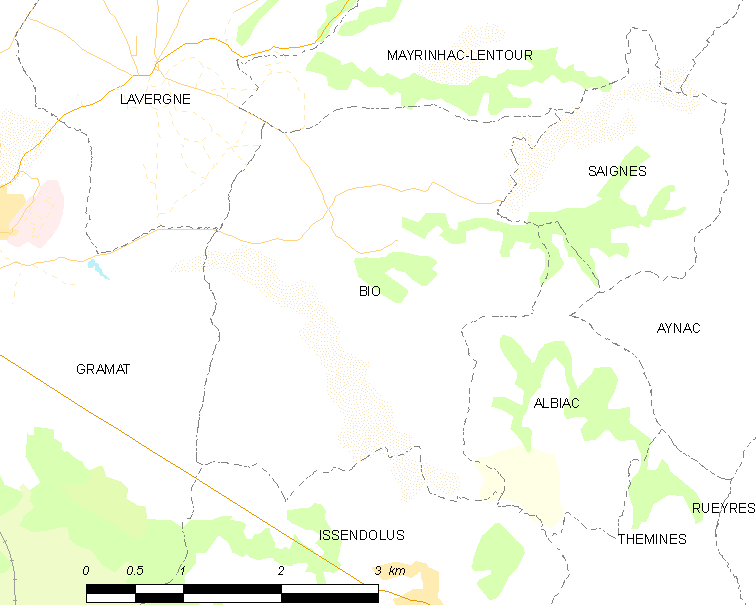
的OSM定位图

比奥的时区为UTC+01:00、UTC+02:00（夏令时）。

## 行政
比奥的邮政编码为46500，INSEE市镇编码为46030。

## 政治
比奥所属的省级选区为格拉马县。

## 人口

1962-2008年间人口变化图示

比奥于2022年1月1日时的人口数量为343人。